# Distretto di Aziziye
Il distretto di Aziziye (in turco Aziziye ilçesi, già distretto di Ilıca) è uno dei distretti della provincia di Erzurum, in Turchia.